# Ero madagascariensis
Ero madagascariensis is een spinnensoort in de taxonomische indeling van de Spinneneters (Mimetidae).
Het dier behoort tot het geslacht Ero. De wetenschappelijke naam van de soort werd voor het eerst geldig gepubliceerd in 1996 door Emerit.